# Championnat DTM 2008
Navigation
Édition précédente Édition suivante

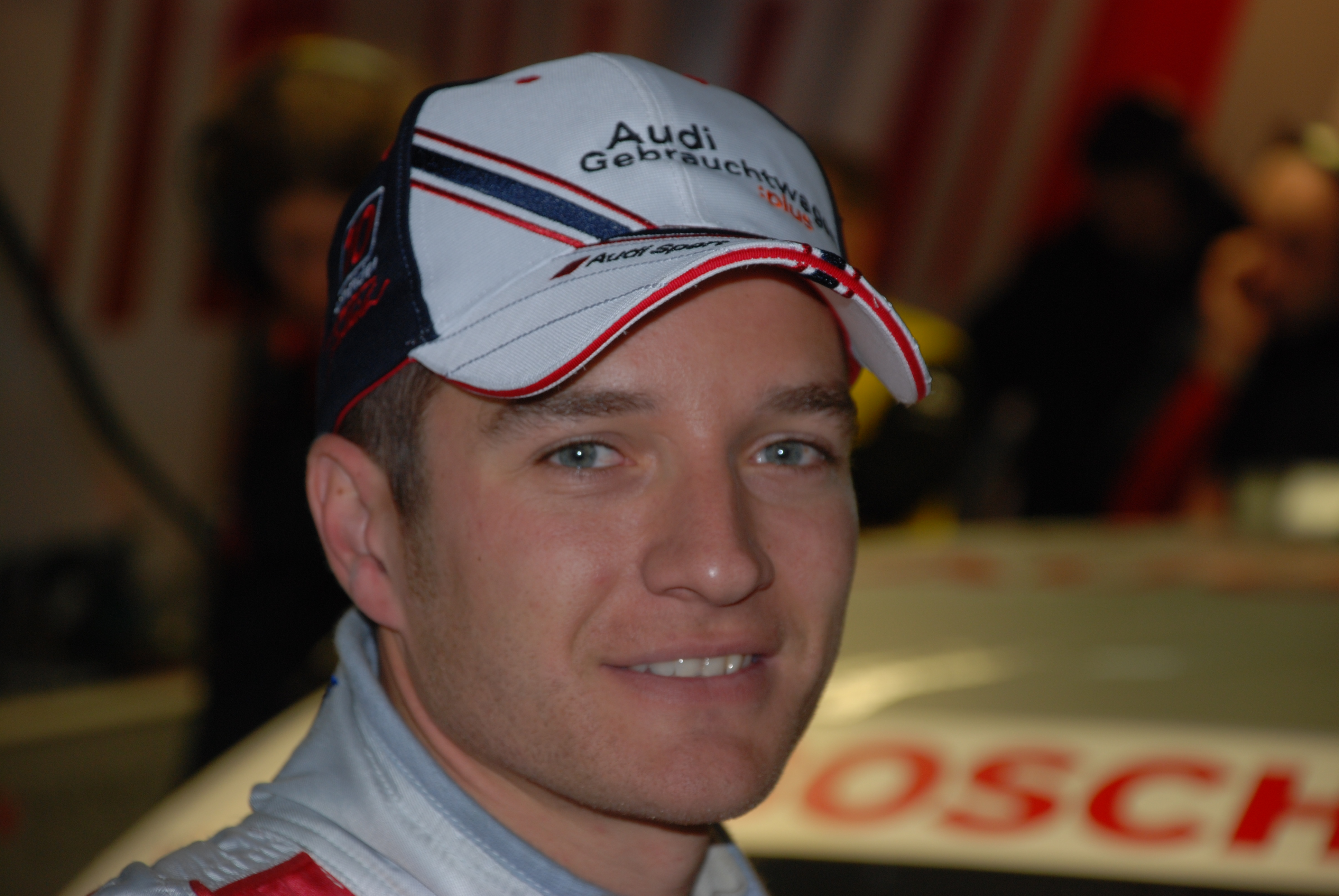
Timo Scheider, champion DTM 2008, à Hockenheim

Le championnat DTM 2008 s'est déroulé du 13 avril au 26 octobre 2008, sur un total de 11 courses, et a été remporté par le pilote allemand Timo Scheider sur une Audi. 

## Engagés
| Constructeur  | Modèle                            | Écurie                              | No. | Pilotes           |
| ------------- | --------------------------------- | ----------------------------------- | --- | ----------------- |
| Audi          | Audi A4 DTM (2008)                | Audi Sport Team Abt Sportsline      | 1   | Mattias Ekström   |
| Audi          | Audi A4 DTM (2008)                | Audi Sport Team Abt Sportsline      | 2   | Martin Tomczyk    |
| Audi          | Audi A4 DTM (2008)                | Audi Sport Team Abt                 | 9   | Tom Kristensen    |
| Audi          | Audi A4 DTM (2008)                | Audi Sport Team Abt                 | 10  | Timo Scheider     |
| Audi          | Audi A4 DTM (2007)                | Audi Sport Team Phoenix             | 14  | Alexandre Prémat  |
| Audi          | Audi A4 DTM (2007)                | Audi Sport Team Phoenix             | 15  | Oliver Jarvis     |
| Audi          | Audi A4 DTM (2007)                | Audi Sport Team Rosberg             | 18  | Mike Rockenfeller |
| Audi          | Audi A4 DTM (2007)                | Audi Sport Team Rosberg             | 19  | Markus Winkelhock |
| Audi          | Audi A4 DTM (2006)                | Futurecom T.M.E.                    | 20  | Katherine Legge   |
| Audi          | Audi A4 DTM (2006)                | Futurecom T.M.E.                    | 21  | Christijan Albers |
| Mercedes-Benz | AMG Mercedes-Benz C-Klasse (2008) | Mercedes-Benz Bank AMG (HWA)        | 3   | Bruno Spengler    |
| Mercedes-Benz | AMG Mercedes-Benz C-Klasse (2008) | AMG Mercedes (HWA)                  | 4   | Paul di Resta     |
| Mercedes-Benz | AMG Mercedes-Benz C-Klasse (2008) | Salzgitter AMG Mercedes (HWA)       | 5   | Jamie Green       |
| Mercedes-Benz | AMG Mercedes-Benz C-Klasse (2008) | Original-Teile AMG Mercedes (HWA)   | 6   | Bernd Schneider   |
| Mercedes-Benz | AMG Mercedes-Benz C-Klasse (2007) | Stern AMG Mercedes (Persson)        | 7   | Gary Paffett      |
| Mercedes-Benz | AMG Mercedes-Benz C-Klasse (2007) | AMG Mercedes (Persson)              | 8   | Mathias Lauda     |
| Mercedes-Benz | AMG Mercedes-Benz C-Klasse (2007) | TV Spielfilm AMG Mercedes (Persson) | 16  | Susie Stoddart    |
| Mercedes-Benz | AMG Mercedes-Benz C-Klasse (2007) | TRILUX AMG Mercedes (Mücke)         | 11  | Ralf Schumacher   |
| Mercedes-Benz | AMG Mercedes-Benz C-Klasse (2007) | JungeSterne AMG Mercedes (Mücke)    | 12  | Maro Engel        |

## Calendrier
| Épreuve | Circuit                     | Date         | Pole Position   | Meilleur tour  | Vainqueur pilote | Vainqueur écurie               |
| ------- | --------------------------- | ------------ | --------------- | -------------- | ---------------- | ------------------------------ |
| 1       | Hockenheim                  | 13 avril     | Timo Scheider   | Paul di Resta  | Mattias Ekström  | Audi Sport Team Abt Sportsline |
| 2       | Oschersleben                | 20 avril     | Timo Scheider   | Timo Scheider  | Timo Scheider    | Audi Sport Team Abt            |
| 3       | Mugello                     | 4 mai        | Timo Scheider   | Jamie Green    | Jamie Green      | HWA Team                       |
| 4       | Lausitzring                 | 18 mai       | Paul di Resta   | Paul di Resta  | Paul di Resta    | HWA Team                       |
| 5       | Norisring                   | 29 juin      | Bruno Spengler  | Bruno Spengler | Jamie Green      | HWA Team                       |
| 6       | Zandvoort                   | 13 juillet   | Mattias Ekström | Tom Kristensen | Mattias Ekström  | Audi Sport Team Abt Sportsline |
| 7       | Nürburgring (circuit court) | 27 juillet   | Tom Kristensen  | Martin Tomczyk | Bernd Schneider  | HWA Team                       |
| 8       | Brands Hatch Indy           | 31 août      | Timo Scheider   | Timo Scheider  | Timo Scheider    | Audi Sport Team Abt            |
| 9       | Barcelone (circuit court)   | 21 septembre | Bernd Schneider | Tom Kristensen | Paul di Resta    | HWA Team                       |
| 10      | Le Mans                     | 5 octobre    | Tom Kristensen  | Paul di Resta  | Mattias Ekström  | Audi Sport Team Abt Sportsline |
| 11      | Hockenheim                  | 26 octobre   | Mattias Ekström | Timo Scheider  | Timo Scheider    | Audi Sport Team Abt            |

## Classement des pilotes
| Position | Pilote            | Voiture (millésime) | Points |
| 1        | Timo Scheider     | Audi (2008)         | 75     |
| 2        | Paul di Resta     | Mercedes (2008)     | 71     |
| 3        | Mattias Ekström   | Audi (2008)         | 56     |
| 4        | Jamie Green       | Mercedes (2008)     | 52     |
| 5        | Bruno Spengler    | Mercedes (2008)     | 38     |
| 6        | Bernd Schneider   | Mercedes (2008)     | 34     |
| 7        | Martin Tomczyk    | Audi (2008)         | 32     |
| 8        | Tom Kristensen    | Audi (2008)         | 27     |
| 9        | Gary Paffett      | Mercedes (2007)     | 13     |
| 10       | Alexandre Prémat  | Audi (2007)         | 10     |
| 11       | Markus Winkelhock | Audi (2007)         | 6      |
| =        | Mike Rockenfeller | Audi (2007)         | 6      |
| 13       | Oliver Jarvis     | Audi (2007)         | 5      |
| 14       | Ralf Schumacher   | Mercedes (2007)     | 3      |
| 15       | Mathias Lauda     | Mercedes (2007)     | 1      |